# Bosc-Renoult-en-Ouche
Bosc-Renoult-en-Ouche är en kommun i departementet Eure i regionen Normandie i norra Frankrike. Kommunen ligger i kantonen Beaumesnil som tillhör arrondissementet Bernay. År 2018 hade Bosc-Renoult-en-Ouche 140 invånare.

## Befolkningsutveckling
Antalet invånare i kommunen Bosc-Renoult-en-Ouche
Referens:INSEE